# بانیو-سور-لوان
بانیو-سور-لوان (به فرانسوی: Bagneaux-sur-Loing) یک کمون (فرانسه) در فرانسه است که در سن-ا-مارن واقع شده‌است. بانیو-سور-لوان ۵٫۲۶ کیلومتر مربع مساحت دارد.